# Hufeland-Krankenhaus

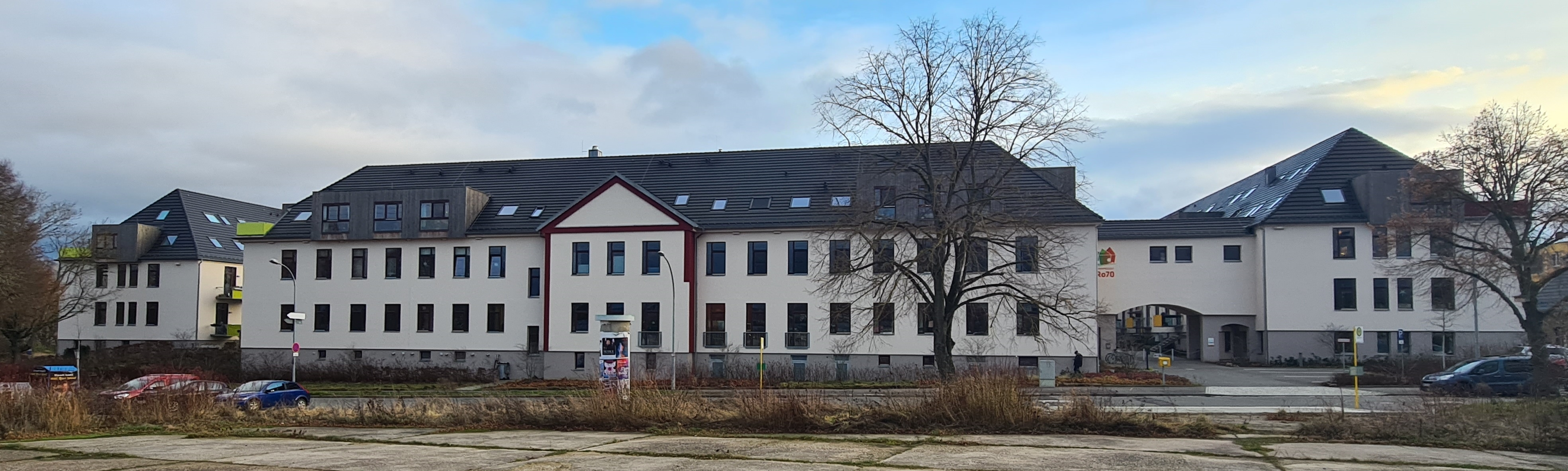
Ehemaliges Hufeland-Krankenhaus Weimar

Das ehemalige Hufeland-Krankenhaus ist ein Gebäudekomplex in der Eduard-Rosenthal-Straße 70 (ehemals Harthstraße) in der Nordvorstadt von Weimar in Thüringen, heute bekannt als Wohnprojekt Ro70.

## Geschichte
In der Zeit des Nationalsozialismus war Weimar Hauptstadt des Gaus Thüringen und erlebte einen umfassenden Ausbau der staatlichen Infrastruktur. So wurde unter anderem am Standort Harthstraße in der Nordvorstadt eine Polizeikaserne unter Ausbeutung von Häftlingen des KZ Buchenwald errichtet. Fertiggestellt wurden drei Büro- und Unterkunftsgebäude in U-Form, geplante Nebengebäude und -anlagen wie ein Kfz-Park mit Garagen, Sportplatz und Turnhalle wurden nicht realisiert. Nach dem Ende des Zweiten Weltkriegs wurden Flüchtlinge in dem Komplex untergebracht, die Sowjetische Militäradministration drängte auf eine zivile Nachnutzung.
Die Stadt Weimar gründete daraufhin 1947 das städtische Krankenhaus, das nach Christoph Wilhelm Hufeland benannt wurde. Als solches wurde der Gebäudekomplex bis 1998 genutzt, als die städtische Hufeland-Klinik, inzwischen umfirmiert zur Hufeland-Kliniken Weimar GmbH, mit dem Sophienkrankenhaus der diakonischen Stiftung Sophienhaus Weimar zum Sophien- und Hufeland-Klinikum Weimar zusammengeschlossen und in einem Neubau in der Henry-van-de-Velde-Straße untergebracht wurde. Für den Standort in der Rosenthalstraße 70 folgten 15 Jahre des Leerstandes, die durch Vandalismus zum Verfall des unsanierten Gebäudekomplexes führten.
2016 erwarb eine eigens gegründete Wohnungsgenossenschaft die Immobilie und sanierte sie zu einem modernen Wohnkomplex, benannt als Ro70 nach der Rosenthalstraße 70.